# Ithamara Koorax
Ithamara Koorax (Rio de Janeiro, 1965. április 28. –) lengyel zsidó származású brazil énekesnő, dzsessz- és popénekes. A Down Beat olvasói több éven át a világ egyik legjobb dzsesszénekesnőnek választották. 2008-ban és 2009-ben az énekesnő kategóriában a harmadik helyezést érte el, amikor Diana Krall volt az első, Cassandra Wilson pedig a második. Hasonló elismeréseket kapott az Egyesült Királyság szakmagazinjaiban, Franciaországban (Jazz Hot), Japánban (Swing Journal), Dél-Koreában (Jazz People) és Svájcban (Jazz 'n' More)is, a „Brazilian Butterfly” albumát 2007 legjobb kiadványának választották.

## Élete
Ithamara Koorax lengyel zsidó családban született. Szülei a második világháború alatt menekültek el Európából. Fiatalkorában Koorax zongorázni, operaéneket és klasszikus zenét tanult. Ezalatt az idő alatt szüleinél Tony Bennett, Frank Sinatra, Ella Fitzgerald, Dave Brubeck, George Shearing és Teddy Wilson lemezeit hallgatta.
Tizennyolc éves korában reklámfilmekben és popsztárok mellett vokálozott Brazíliában. 1990-ben, pályafutása első profi évében Brazíliában megkapta a São Paulo-i Művészeti Kritikusok Szövetsége (Asociación Paulista de Críticos de Arte) által odaítélt „Revelation Singer” díjat. Első albuma, az Ithamara Koorax Ao Vivo kiadásakor megkapta az MPB (Música popular brasileira) „áttörést jelentő énekesének” járó Sharp-díjat 1994-ben.
Ithamara koncerteket adott illetve lemezezfelvételeket készített Elizeth Cardosoval, Antônio Carlos Jobimmal, Luiz Bonfával, Ron Carterrel, John McLaughlinnel (és sok mindenki mással), fovábbá nemzetközileg ismert zenekarokkal. Koncertezett az Egyesült Államokban, Angliában, Franciaországban, Svájcban, Dél-Koreában, Csehországban, Németországban, Japánban, Portugáliában, Szerbiában, Finnországban, Bulgáriában.

## Diszkográfia
- 2013: Opus Classico
- 2013: The Girl from Ipanema; Ithamara Koorax, Stan Getz, Astrud Gilberto
- 2013: Ecstasy
- 2012: Got To Be Real
- 2011: Ithamara Koorax & Mamoru Morishita
- 2011: O Grande Amor
- 2010: My Favorite Things: Live in Asia DVD
- 2010: Jindo Arirang
- 2009: Bim Bom: The Complete João Gilberto Songbook
- 2008: Tribute to Stellinha Egg
- 2008: Obrigado Dom Um Romao
- 2007: Brazilian Butterfly
- 2006: The Best of Ithamara Koorax
- 2006: Love Dance
- 2005: Autumn in New York
- 2004: Cry me a River
- 2003: Love Dance: The Ballad Album
- 2003: Love Dance/As Time Goes By [Japan Bonus Tracks]
- 2002: Someday
- 2001: Amor Sem Adeus
- 2000: Serenade in Blue
- 1999: Bossa Nova 21st Century
- 1998: Bossa Nova Meets Drum 'N' Bass
- 1997: Wave 2001
- 1996: Almost in Love
- 1996: Ithamara Koorax Sings The Luiz Bonfá Songbook
- 1995: Red River
- 1995: Rio Vermelho
- 1994: Ao Vivo
- 1993: Luíza

- All Around the World (2014)
- Sings the Jazz Masters (2017)
- 60 Years of Bossa Nova (2018)

## Díjak
- 1990: Revelation Singer
- 1994: Sharp-díj